# Bilichild (Gattin Theudeberts II.)
Bilichild (auch Bilichilde, Bilithilde, Bilichildis, Bilihildis; † 610) war eine fränkische Königin und die erste Gemahlin von Theudebert II., dem König von Austrasien.
Angeblich wurde Bilichild der Fredegarchronik zufolge ursprünglich als eine Leibeigene von Brunichild, der Großmutter Theudeberts II., gekauft. Wegen ihrer Schönheit wurde sie von Theudebert um 600 zur Gattin genommen. Sie bekam mit ihrem Gemahl einen Sohn, Chlothar, sowie eine Tochter unbekannten Namens, die 604 mit dem minderjährigen langobardischen Thronfolger Adaloald verlobt wurde. Theudebert soll Bilichild 610 eigenhändig wegen angeblicher ehelicher Untreue getötet haben.